# 윌리엄 베버리지

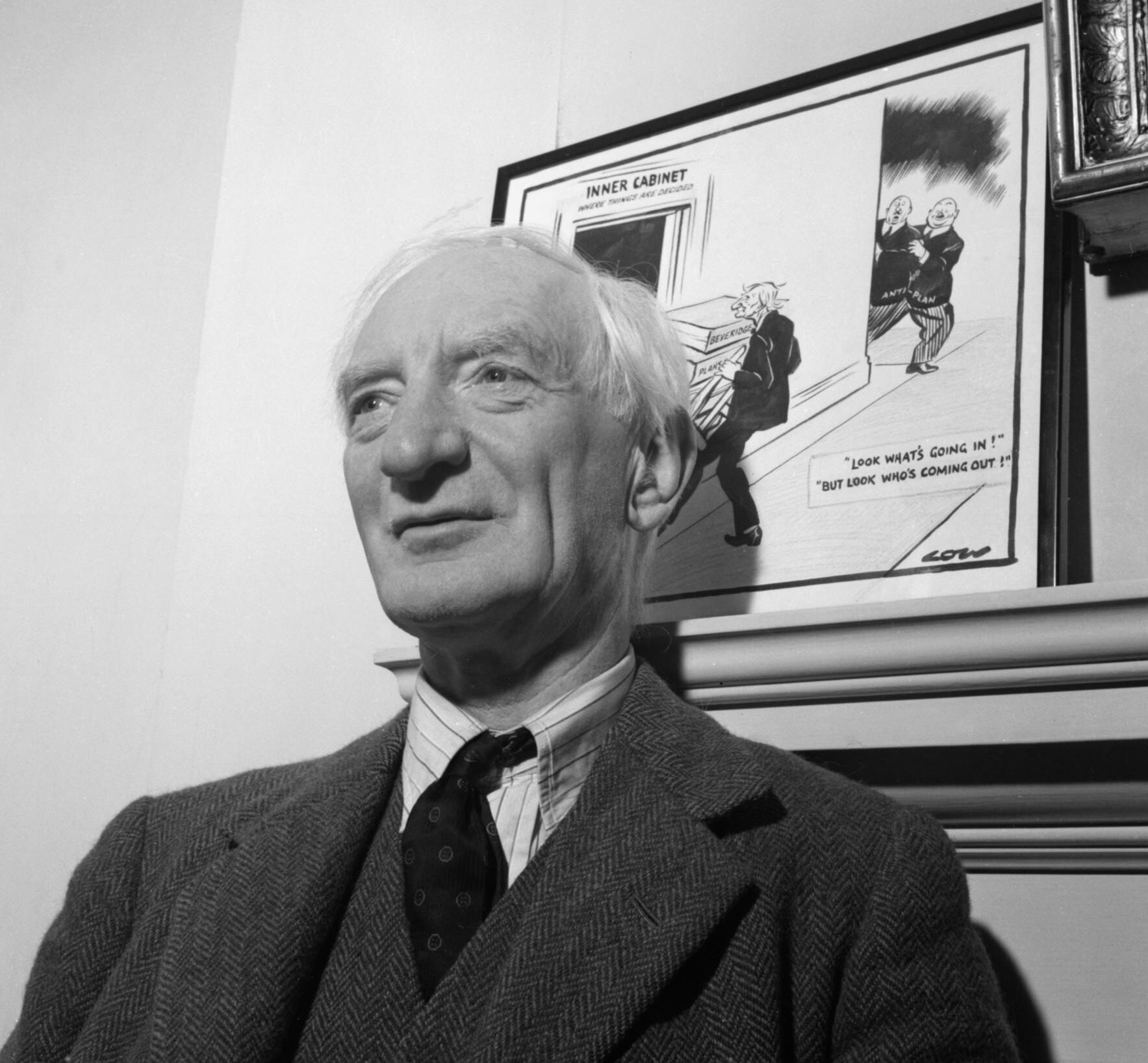
베버리지 경(1943년)

제1대 베버리지 남작 윌리엄 헨리 베버리지(William Henry Beveridge, 1st Baron Beveridge, KCB, 1879년 3월 5일~1963년 3월 16일)은 영국의 정치인이자 경제학자, 교수이다. 옥스퍼드 대학교에서 공부하였으며, 모교의 법학 강사를 지냈다. 1919년 런던 정치경제대학교 학장, 1926년부터 1928년까지 런던 대학교 부총장을 역임하였다. 왕립 경제 학회의 회장을 맡기도 하였다.
〈모닝 포스트〉지의 논설위원도 지낸 그는 실업 보험 문제의 권위자로서 직업 소개소 창설에 참가하였다. 제1차 세계대전 중에는 군수성과 식량성에 근무하였고, 제2차 세계대전 중에는 처칠 수상 밑에서 노동 차관이 되었으며, 사회 보험 및 연합국 전시 근로 위원회 의장에 임명되어 베버리지 보고서를 작성하여 "베버리지 제도"를 세웠다.
수학이나 경영학 쪽의 과목을 좋아했지만 스포츠에는 소질이 없어 다니던 학교의 급우들에게 놀림을 당하기도 했다.

## 서훈
- 1916년 바스 훈장 3등급(CB)
- 1919년 바스 훈장 2등급(KCB, 작위급 훈장)
- 1946년 남작작위 서임